# Зінеденський сільський округ
Зінеде́нський сільський округ (каз. Зинеден ауылдық округі, рос. Зинеденский сельский округ) — адміністративна одиниця у складі Ісатайського району Атирауської області Казахстану. Адміністративний центр — село Зінеден.
Населення — 1278 осіб (2021; 1249 у 2009, 1092 у 1999, 675 у 1989).
Станом на 1989 рік існувала Забурунська сільська рада (села Амангельди, Жанбай, Забуруньє, Манаш, Минтобе), з 1993 року окремо утворено Забурунський сільський округ (села Амангельди, Зінеден) та Жанбайський сільський округ, села Манаш та Минтобе відійшли до складу Наринського сільського округу. 2019 року сільський округ отримав сучасну назву.

## Склад
До складу округу входять такі населені пункти:
| Населений пункт  | Колишні назви | Населення, осіб (1989) | Населення, осіб (1999) | Населення, осіб (2009) | Населення, осіб (2021) |
| ---------------- | ------------- | ---------------------- | ---------------------- | ---------------------- | ---------------------- |
| Амангельди, село | -             | 150                    | 195                    | 145                    | 36                     |
| Зінеден, село    | Забуруньє     | 525                    | 897                    | 1104                   | 1242                   |